# Chalcopteryx machadoi
Chalcopteryx machadoi är en trollsländeart som beskrevs av Costa 2005. Chalcopteryx machadoi ingår i släktet Chalcopteryx och familjen Polythoridae. Inga underarter finns listade i Catalogue of Life.